# Движение инициативы и свободы
Движение инициативы и свободы (фр. Mouvement initiative et liberté, MIL) — французская правая политическая организация, создана в 1981 ортодоксальными голлистами и активистами силовой структуры SAC. Организующее участие в создании и руководстве принимал Жак Фоккар. Изначально ориентировалось на борьбу против президента Миттерана, социалистического правительства и коммунистической партии. Поддерживало партии ОПР и СНД, президентов Ширака и Саркози, с 2015 — Республиканцев. Исповедует традиционные ценности голлизма, наследие генерала де Голля. Консолидирует «жёсткую линию» голлистского движения. Стоит на позициях национал-консерватизма, антикоммунизма, антимарксизма и антиисламизма. Идеологически смыкается с крайне правыми силами.

## Противостояние и основание
На выборах 1981 президентом Франции был избран социалист Франсуа Миттеран. Парламентские выборы обеспечили большинство Французской соцпартии (ФСП). В левое правительство социалиста Пьера Моруа вошли представители Французской компартии (ФКП). Впервые с 1930-х правый лагерь был отстранён от власти. Голлистское Объединение в поддержку республики (ОПР) и либеральный Союз за французскую демократию (СФД) оказались в оппозиции.
Тяжёлые электоральные поражения серьёзно дезориентировали и деморализовали правых. Иначе реагировали на ситуацию ортодоксальные представители «жёсткого голлизма». Их лидер Жак Фоккар — ближайший соратник генерала де Голля, ветеран Сопротивления, многолетний генеральный секретарь президента по делам Африки и Мадагаскара — объявил политическую мобилизацию против «социал-коммунистического правительства». Особое место в этой среде занимали активисты радикально правой силовой структуры Служба гражданского действия (SAC), реальным руководителем которой являлся Фоккар.
Новые власти повели уголовное преследование SAC. Поводом послужила резня в Орьоле — убийство офицера полиции Жака Массье и членов его семьи. Правые сторонники Фоккара считали преследование политической местью социалистов и коммунистов (которые действительно имели давние жестокие счёты с SAC).
Ещё до выборов, в марте 1981, правые голлисты начали формировать сетевую структуру «Группы инициативы и свободы». Организационную базу создавали кадры SAC и аффилированных организаций — Конфедерации свободных профсоюзов (CSL), Национального межуниверситетского союза (UNI), Комитетов защиты республики (CDR) и ряда других. Эта инфраструктура сложилась в 1960—1970-е и функционировала под эгидой Фоккара.
17 ноября 1981 было учреждено Движение инициативы и свободы (MIL). Учредителями MIL выступили Жак Фоккар, руководитель SAC Пьер Дебизе, генерал Ален де Буассьё, бывший премьер-министр Пьер Мессмер, лидер UNI Жак Ружо. Первым председателем (президентом) MIL стал Ружо — известный литературный критик, профессор Сорбонны (Париж IV). Штаб-квартира MIL расположилась в главном офисе UNI. Почётный комитет возглавил генерал де Буассьё, зять генерала де Голля. В то же время было известно, что все важные решения принимаются под неофициальным, но реальным председательством Фоккара.

## Доктрина и политика

### Идеи
Декларация MIL была опубликована 16 декабря 1981. Движение позиционировалось как гражданское, голлистское и патриотическое. Ставилась задача «продвигать гражданские ценности, культурные, нравственные и духовные принципы французской цивилизации». Выражалась приверженность традиционному голлизму, наследию и заветам де Голля. Жёсткая враждебность высказывалась в отношении ФСП и ФКП. Заявлялась готовность «не позволить захватившим власть социал-коммунистам завладеть структурами Франции и умами французов». Эмблемой MIL был принят лотарингский крест — символ Сражающейся Франции и SAC — на трёхцветной кокарде.
Доктрина MIL характеризовалась как «пересечение правого либерализма, реакционного католицизма и жёсткого голлизма» (с преобладанием третьего элемента) — консервативное республиканство с корпоративистским уклоном. Экономический либерализм сочетался с социокультурным консерватизмом: запрет абортов, защита «свободных школ» (негосударственной системы образования), яростный антикоммунизм, антимарксизм и антисоветизм, культ патриотизма, военных традиций республики. Комментаторы отмечали значительные совпадения с Национальным фронтом (НФ) Жан-Мари Ле Пена — но без правоэкстремистского имиджа.

### Кадры
4 августа 1982 указом президента Миттерана была распущена SAC (несколько активистов осуждены за орьольскую резню). MIL воспринималась в обществе как «задействованный запасной аэродром», непосредственное продолжение SAC. Пьер Дебизе вынужден был публично опровергать это в телеинтервью. Заметные различия существовали: MIL не заводило силовой структуры, воздерживалось от физического давления на противников, хотя специалисты SAC работали в партийных секьюрити ОПР и СНД. Однако идеологическая и кадровая преемственность была вполне очевидна.
MIL поддерживало тесную связь с парламентской голлистской партией ОПР, впоследствии Союзом за народное движение (СНД). Двойное членство допускалось и даже поощрялось. В организации и почётном комитете состояли такие деятели, как сын Шарля де Голля адмирал и сенатор Филипп де Голль, бывший министр обороны Робер Галлей, бывший министр иностранных дел Морис Шуман, бывший министр транспорта и председатель Конституционного совета Ив Гена, бывший министр культуры, информации, образования, юстиции Ален Пейрефит, бывший госсекретарь по пищепрому и мэр Парижа Жан Тибери, ветеран-лётчик и депутат-голлист Пьер Клостерман, мэр Мийо и министр сотрудничества Жак Годфрен, бывший начальник генштаба генерал Жан Делоне. Несмотря на давнее и острое соперничество с Фоккаром, примкнул к MIL и Шарль Паскуа — влиятельный депутат, глава МВД и министерства планирования, организатор службы безопасности ОПР и СНД (он, однако, сотрудничал весьма дозированно, особенно в части материального содействия). Такие деятели, как Фоккар, Мессмер, Гена, Паскуа, Пейрифит, традиционно причислялись к «баронам голлизма».
Численность MIL была сравнительно невелика — около 4 тысяч человек. Однако авторитетность лидеров обеспечивала серьёзное влияние. Крупные правые партии в своих действиях учитывали позицию MIL. Организация выступала как радикальное крыло голлистского движения.

### Действия
Парламентские выборы 1986 принесли успех правому лагерю. Новое правительство возглавил лидер ОПР Жак Ширак. Правые силы резко активизировались в обществе. Пьер Дебизе объявил о грядущем «освобождении Франции от социалистического заговора». Выступая в Тулоне, он призывал «кричать французам правду об идущей подрывной войне». Произошла смена руководства MIL: новым председателем стал профессор Пантеон-Ассас правовед Андре Декок, ранее возглавлявший службу безопасности UNI. С 1987 начал издаваться журнал Vigilance et Action — Бдительность и действие.
Со второй половины 1980-х в дискурсе MIL усилился мотив против массовой иммиграции во Францию, первые годы не имевший заметного значения. Перед президентскими выборами 1988 активисты MIL и UNI заклеивали предвыборные плакаты Миттерана надписями «Миттеран — это право голосовать за иммигрантов». Фактически проводилась адаптация антииммигрантских лозунгов НФ в среде «респектабельных» правых. Однако это означало не сближение MIL с НФ, а попытку оттянуть от НФ националистический электорат.
В 1990 был проведён первый общенациональный съезд MIL. В 1992 организация стала ассоциированным членом ОПР. В 1994 председателем MIL стал юрист и депутат Рауль Беттей. На президентских выборах 1995 и 2002 MIL поддерживала Жака Ширака — «единственного кандидата, способного победить левых». Оба раза голлист Ширак избирался президентом. На выборах 2007 победил голлист Николя Саркози, также поддержанный MIL.

## «Оплот жёсткого голлизма»
Вторая половина 1990-х принесла MIL серьёзные потери: ушли из жизни Пьер Дебизе (1996) и Жак Фоккар (1997), обоснованно считавшиеся главными «моторами» организации. В 2006 не стало Алена де Буассьё. В январе 2008 председателем MIL был избран профессор Пантеон-Ассас Кристиан Лабрусс, специалист по математическим методам управления. Почётный комитет возглавлял Рауль Бетей до своей кончины в 2015.
MIL оставалось во французской политике «последним оплотом жёсткого голлизма». В новых условиях на первый план выдвинулся антиисламизм. В проникновении «коранического права» через мусульманскую иммиграцию MIL усматривает «насаждения образа жизни, чуждого французскому обществу, преступлений и насилия». Предлагается «строго ограничить иммиграцию, подтвердить превосходство наших традиций, нравов, культурных практик, не уступая внешнему давлению». Другим противником по-прежнему определяется марксизм. MIL призывает к чистке системы образования и СМИ, устранению левого влияния в обществе. Леволиберальные авторы обеспокоены «заигрыванием радикального голлизма с крайне правыми».
В 2012, 2017, 2022 MIL поддерживала голлистских кандидатов в президенты — Николя Саркози, Франсуа Фийона, Валери Пекресс. Несмотря на противоречия ортодоксальных голлистов MIL с более либеральными неоголлистами, в целом MIL ориентируется на партию Республиканцы. Организация негативно относится к Эмманюэлю Макрону как «левому социал-демократу». Жёстко враждебна MIL к Жан-Люку Меланшону, которого считает главным олицетворением левой марксистской опасности, наследием прежнего коммунизма.
На общенациональных и региональных выборах MIL выступает за консолидацию правого лагеря — республиканцев-голлистов и либералов-центристов. Об отношении к крайне правым националистам — Национальному объединению Марин Ле Пен, Отвоеванию Эрика Земмура — при этом умалчивается. Подчёркивается важность «правильного выбора противников».
Историческим шансом Франции MIL считает возрождение традиционных голлистских ценностей — сильной республики, социального единения, президентской демократии, ответственного предпринимательства, крепкой семьи, эффективной армии и полиции. Призывает к жёсткому подавлению терроризма и преступности. Текущий период — президентство Макрона — характеризует как «путь через пустыню», подобно 1946—1958: от установления Четвёртой республики до прихода к власти де Голля в Пятой республике.